# Hans Hocheder
Hans Hocheder (* 21. Februar 1895; † 1979) war ein deutscher Kommunalpolitiker (SPD).

## Werdegang
Hocheder war bei den Wenglein-Werken angestellt. Wegen seiner politischen Tätigkeit als Kassier der SPD Schwabach (seit 1928) und als erster Vorsitzender des Kartells freier Gewerkschaften Schwabach wurde er 1930 entlassen. Vom 30. Juni bis 13. Dezember 1933 war er politischer Häftling im Konzentrationslager Dachau und wurde danach mit einem Berufsverbot belegt.
Von 1945 bis 1948 war er Bürgermeister und von 1948 bis 1970 Oberbürgermeister der Stadt Schwabach.

## Ehrungen
- 1960: Goldene Bürgermedaille der Stadt Schwabach
- 1970: Ehrenbürger der Stadt Schwabach
- 1983: Benennung der Hans-Hocheder-Sporthalle